# CS Afumați
El CS Afumați es un club de fútbol rumano del poblado de Afumați, Ilfov. Fue fundado en 2003 y actualmente juega en la Liga III, tercera división en Rumania.